# Ernst August Weiß

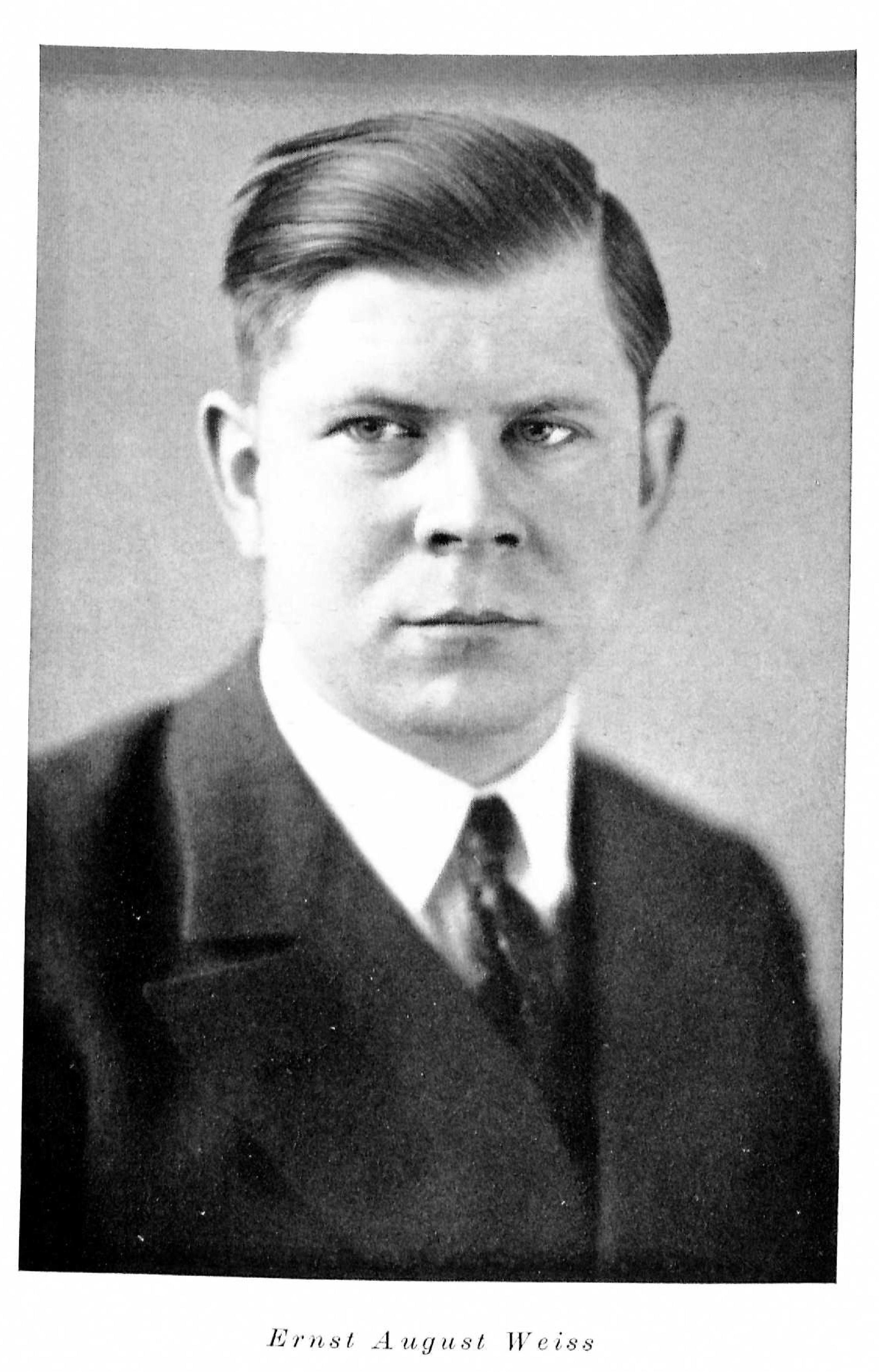
Ernst August Weiß

Ernst August Weiß, auch Weiss, (* 5. Mai 1900 in Straßburg, Deutsches Reich; † 9. Februar 1942 beim Ilmensee, Sowjetunion) war ein deutscher Mathematiker.

## Leben
Weiß war der Sohn eines pensionierten Offiziers, seine Mutter war Elsässerin, deren Eltern ein Hotel in Cannes besessen hatten. Er ging in Metz, Münster und Berlin (Mommsen-Gymnasium, Charlottenburg) auf das Gymnasium und machte 1917 das Notabitur. Weiß war sehr sprachbegabt – neben Deutsch und Französisch lernte er Englisch, Italienisch und Russisch. Einer seiner Lehrer war Hans Beck, ein Schüler von Eduard Study und nach dem Ersten Weltkrieg dessen Assistent in Bonn (später aber mit Study verfeindet, da dieser ihn für inkompetent hielt) und ab 1920 Professor. Danach war er als Pionier an der Front in Reims und Soissons. 1918 wurde er durch die Amerikaner gefangen genommen und war ein Jahr in Kriegsgefangenschaft. Im Ersten Weltkrieg erhielt er das Eiserne Kreuz 2. Klasse und das Ehrenabzeichen der Frontkämpfer und war zuletzt Leutnant. Ab 1919 studierte er Mathematik in Hannover, Hamburg und Bonn, wo er nach einem 1923 mit „sehr gut“ bewerteten Rigorosum in Mathematik und Philosophie im darauffolgenden Jahre  bei Eduard Study mit der Note „ausgezeichnet“ promoviert wurde (Dissertation Ein räumliches Analogon zum Hesseschen Übertragungsprinzip). Danach war er Assistent und nach der Habilitation 1926 Privatdozent in Bonn. Sein Protegé Beck, der ihn an Study empfohlen hatte, hielt die Art von Geometrie, die Weiß betrieb (Geometrie im Stil von Study) für zu enggefasst und nicht zeitgemäß, Study setzte sich aber mit der Durchführung der Habilitation durch (Segal in Amphora, S. 697). Für 12 Monate erhielt Weiß 1928/29 ein Stipendiat des International Education Board. Anschließend war er zwei Semester bei Elie Cartan in Paris und Adolphe Bühl in Toulouse. 1932 wurde er außerordentlicher Professor in Bonn. 1933 trat er der SA bei, in der er 1936 Brigade-Adjutant wurde. 1933 veröffentlichte er ein Pamphlet Wozu Mathematik ?, in der er die Abhaltung mathematischer Arbeitslager für Studenten befürwortete und hielt im Frühjahr 1934 ein erstes solches Arbeitslager in den Burgruinen von Kronenburg in der Eifel ab. Darin wurde mathematisches Studium mit Sport, Wandern und Unterricht in nationalsozialistischer Weltanschauung verknüpft, ähnlich wie in SA-Erziehungslagern. Der Unterricht basierte auf Vorlesungen des vergangenen Semesters (meist Geometrie) und war gemäß dem Pamphlet von Weiß darauf ausgerichtet, zu selbständiger mathematischer Denkweise hinzuführen (weniger unmittelbaren Erkenntnisfortschritten in der Mathematik zu dienen). Mathematik diente nach Weiß vor allem der Charakterbildung. Unter den Teilnehmern waren auch einige Frauen. Noch im Herbst desselben Jahres erfolgte am gleichen Ort ein weiteres Arbeitslager und weitere folgten bis 1938 (ein sechstes Treffen 1939 kam nicht mehr zustande). Sie fanden auch über Bonn hinaus Aufmerksamkeit und Nachahmer und 1938 veranstaltete Ludwig Bieberbach sogar ein dreitägiges Camp-Treffen für Mathematiker in Bernau.
1941 erhielt er die Berufung auf ein Ordinariat in Posen, Weiß war damals allerdings schon in der Wehrmacht.
Im Gegensatz zu Bieberbach sah er inhaltlich keine besondere deutsche Mathematik, sondern eher die persönliche Herangehensweise als nationaltypisch an. Er bewunderte Galois und Poncelet, dessen Stil er mit dem von Cauchy kontrastierte, der Weiß weniger zusagte. Weiß selbst befasste sich mit Geometrie mit 52 Veröffentlichungen. Er veröffentlichte viel in der  Zeitschrift  Deutsche Mathematik aber auch zum Beispiel in den Annales de Toulouse. Auch Ergebnisse und Berichte aus den mathematischen Arbeitslagern wurden in der Zeitschrift Deutsche Mathematik veröffentlicht. Er schrieb einen Nachruf auf seinen Lehrer Study in den Sitzungsberichten der Berliner Mathematischen Gesellschaft und in der Zeitung L’ Enseignement Mathématique (1930).
Weiß war zuletzt als Hauptmann der Pioniere in der Kesselschlacht von Demjansk und wurde beim Nahkampf im Rahmen eines deutschen Gegenangriffs am 4. Februar 1942 schwer verwundet. Er starb ein paar Tage später an den Folgen eines Bauchschusses im Feldlazarett.
1939 wurde er Ehrenmitglied des Rumänischen Instituts für Wissenschaften.
Er war mit der promovierten Physikerin Eva Renate Bidder verheiratet.

## Publikationen

### Bücher
- Ein räumliches Analogon zum Hesseschen Übertragungsprinzip, Dissertation, 1924.
- Einführung in die Liniengeometrie und Kinematik, Teubner 1935
- Punktreihengeometrie, Teubner 1939

### Zeitschriftenbeiträge
- Zur Theorie des syzygetischen Büschels von Kurven 3. Ordnung, in: Journal für die reine und angewandte Mathematik, Bd. 1935, Heft 173.
- Die geschichtliche Entwicklung der Lehre von der Geraden-Kugel-Transformation, I bis VII in: Deutsche Mathematik, Bd. 1936–1938, S. 23, 125, 275, 447, 544.
- Die Eulersche Transformation, in: Monatshefte für Mathematik und Physik, 44, 1936.
- Das Linienelement als singuläre Punktreihe, in: Journal für die reine und angewandte Mathematik, Bd. 1937, Heft 177.
- Mathematiker im Volksleben, in: Deutsche Mathematik, Bd. 1937, S. 379.
- Die orientierten Linienelemente einer Kugel als dreifach-binäres Gebiet, in: Deutsche Mathematik, Bd. 1938, S. 302.
- Die Ketten einer quadratischen Mannigfaltigkeit, in: Deutsche Mathematik, Bd. 1939, S. 369.
- Oktaven, Engelscher Komplex, Trialitätsprinzip, Mathematische Zeitschrift, Band 44, 1939, S. 580–611

### Als Herausgeber
- Das Imaginäre in der ebenen Geometrie, von Eduard Study, 1934